# Hermsdorf (bij Ruhland)
Hermsdorf (Sorbisch:  Hermanecy) is een gemeente in de Duitse deelstaat Brandenburg, gelegen in de Landkreis Oberspreewald-Lausitz.

## Demografie
| Jaar | Inwoners |
| ---- | -------- |
| 1875 | 400      |
| 1890 | 400      |
| 1910 | 550      |
| 1925 | 593      |
| 1933 | 575      |
| 1939 | 836      |
| 1946 | 1 122    |
| 1950 | 1 236    |
| 1964 | 1 263    |
| 1971 | 1 210    |

| Jaar | Inwoners |
| ---- | -------- |
| 1981 | 1 091    |
| 1985 | 1 043    |
| 1989 | 1 045    |
| 1990 | 1 040    |
| 1991 | 1 034    |
| 1992 | 1 020    |
| 1993 | 1 010    |
| 1994 | 1 023    |
| 1995 | 1 007    |
| 1996 | 1 010    |

| Jaar | Inwoners |
| ---- | -------- |
| 1997 | 1 019    |
| 1998 | 1 013    |
| 1999 | 1 014    |
| 2000 | 1 020    |
| 2001 | 1 029    |
| 2002 | 952      |
| 2003 | 942      |
| 2004 | 930      |
| 2005 | 924      |
| 2006 | 908      |

| Jaar | Inwoners |
| ---- | -------- |
| 2007 | 893      |
| 2008 | 874      |
| 2009 | 856      |
| 2010 | 839      |
| 2011 | 813      |
| 2012 | 808      |
| 2013 | 803      |

Altdöbern ·
Bronkow ·
Calau ·
Frauendorf ·
Großkmehlen ·
Großräschen ·
Grünewald ·
Guteborn ·
Hermsdorf ·
Hohenbocka ·
Kroppen ·
Lauchhammer ·
Lindenau ·
Lübbenau ·
Luckaitztal ·
Neu-Seeland ·
Neupetershain ·
Ortrand ·
Ruhland ·
Schipkau ·
Schwarzbach ·
Schwarzheide ·
Senftenberg ·
Tettau ·
Vetschau/Spreewald